# Batalha de Infal
A Batalha de Infal(Imphal) ocorreu durante a Segunda Guerra Mundial, em volta da cidade do mesmo nome, no estado de Manipur, nordeste da Índia, entre março e julho de 1944.
O exército imperial japonês tentou destruir os exércitos aliados em Infal para invadir a Índia, mas foram rechaçados de volta à Birmânia com pesadas perdas em homens e material. Junto da batalha acontecida simultaneamente na cidade de Kohima, na estrada na qual os Aliados que se encontravam cercados foram libertados, esta batalha foi o ponto de virada na Guerra da Birmânia em favor dos Aliados e parte do teatro da guerra no Sudeste Asiático durante a Guerra do Pacífico.